# 久保岩太郎
久保 岩太郎（くぼ いわたろう、1897年3月13日 - 1980年4月29日）は、日本の法学者。専門は国際私法。学位は、法学博士（東京大学・論文博士・1953年）。一橋大学名誉教授。山口弘一の弟子。

## 来歴
香川県木田郡十河村（現高松市）生まれ。1916年旧制香川県立高松中学校（現香川県立高松高等学校）卒業、1919年旧制山口高等商業学校（現山口大学経済学部）卒業。1923年東京商科大学（現一橋大学）卒業。論争を機に交流のあった江川英文との縁で、1953年東京大学より法学博士の学位を取得。
大学院の指導学生に秌場準一（一橋大学名誉教授）、海老澤美廣（元名古屋高等裁判所判事、元青山学院大学教授）。

## 経歴
1923年4月関西学院大学高等商業学部教授、1938年東京商科大学附属商学専門部教授兼東京商科大学講師、1940年東京商科大学教授兼任、1949年東京商科大学教授、1951年一橋大学法学部教授、1955年から1957年まで一橋大学法学部長及び評議員。1959年一橋大学を停年退官し一橋大学名誉教授の称号を受ける。同年青山学院大学法学部長就任。
この間拓殖大学、明治学院大学高等商業部、東京女子大学、中央大学、慶應義塾大学、上智大学でも講師として教鞭をとる。
また1946年から1948年まで高等試験臨時委員、1949年から1957年まで司法試験考査委員、1949年から国際私法学会理事。1950年から国際法学会理事、1951年から検察官特別考試審査会臨時委員、1953年から東京家庭裁判所参与員、1954年から外交官及領事館試験専門試験委員、1957年から法務省法制審議会国際私法部会委員、1959年から国際法協会日本支部理事。1970年勲三等瑞宝章受章。1980年叙正四位。